# Serra del Penjat (Llardecans)
|  | Aquest article tracta sobre la Serra del Penjat de Llardecans. Vegeu-ne altres significats a «Serra del Penjat (Fulleda)». |

La Serra del Penjat és una serra situada al municipi de Llardecans a la comarca del Segrià, amb una elevació màxima de 455,7 metres.